# Rosita Renard
Rosa Amelia Renard Artigas, más conocida como Rosita Renard (Santiago, 8 de febrero de 1894-ibídem, 24 de mayo de 1949), fue una pianista chilena.

## Biografía

### Infancia
Hija de José Renard Rosa y de Carmen Rosa Artigas Blanco, ambos instruidos y dueños de una amplia cultura. A los pocos años de haber nacido Rosita, su padre abandonó el hogar, debiendo la madre asumir el cuidado y educación de los tres hijos —Rosita, Pedro José Juan (médico tisiólogo) y Blanca Victoria (pianista de éxito internacional y directora del Conservatorio de Alabama, Estados Unidos)— al tiempo que tomó la enseñanza musical de la futura pianista.
La niña evidenció excepcionales condiciones técnicas frente al piano, lo que motivó a su madre matricularla en el Conservatorio Nacional de Música en 1902; Roberto Duncker fue su maestro en aquel tiempo. El 16 de diciembre de 1908, recibió el diploma profesional que la acreditaba como profesora egresada del curso superior de piano. Al año siguiente, se presentó en público por primera vez en el teatro del Conservatorio Nacional; allí mostró sus grandes dotes musicales, situación que mereció otorgarle una beca estatal para continuar sus estudios en Alemania.

### Al alero de un alumno de Franz Liszt

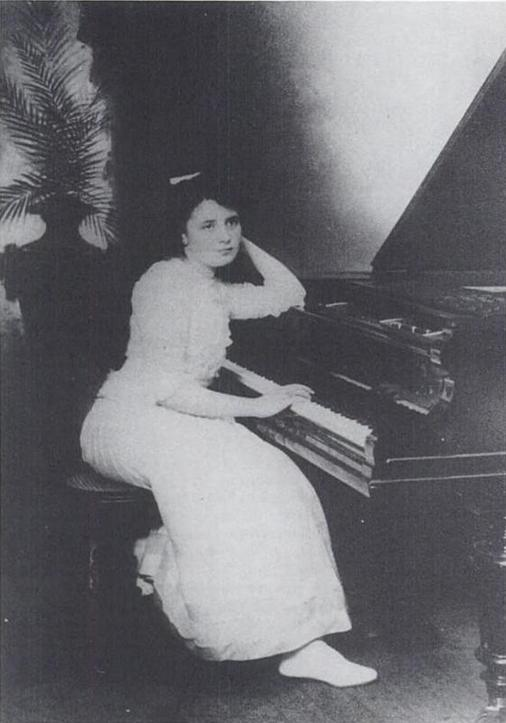
Rosita Renard en mayo de 1909.

Junto con su familia, viajó en junio de 1910 a Berlín, donde ingresó al Städtisches Konservatorium für Musik (más conocido como Stern'sches Konservatorium, 'Conservatorio Stern'). En esta academia, se perfeccionó con su maestro Martin Krause, quien también fue preceptor del célebre pianista chileno Claudio Arrau. No se sabe por recomendación de quién Rosita llegó a estudiar con Krause, quien había sido discípulo de Carl Reinecke y de Franz Liszt. Como Liszt había estudiado con Carl Czerny, y este, a su vez, con Beethoven, la estirpe pianística de Rosita Renard es, por demás, ilustre: Beethoven, Czerny, Liszt, Krause, Renard. 
Tras algún tiempo, el gobierno de Chile suspendió la beca de estudios de Rosita, hecho que fue solucionado por Krause, quien efectuó los trámites para inscribirla en calidad de alumna honoraria. Los progresos musicales de la joven chilena tuvieron tal impacto en sus maestros alemanes que el 29 de junio de 1913 se le concedió, «en atención a su sobresaliente desempeño como pianista», el diploma de honor al mejor alumno del Conservatorio, galardón que no se había entregado sino en una sola ocasión antes de ella. Poco tiempo más tarde, se graduó como intérprete en piano. Además, se hizo acreedora del premio Liszt y de la beca Mendelsohn.
Los adelantos manifestados por la talentosa intérprete colmaron a tal punto las expectativas de Krause, que la autorizó a presentarse en tres ocasiones ante los melómanos berlineses. Recibió excelentes críticas: «Ha sido revelado un nuevo y extraordinario talento pianístico. Su juventud (aparenta unos 18 años), la disculpa en Beethoven, de una que otra imperfección en la forma», declaraba el Dr. Paul Ertel a través de la prensa local el 9 de diciembre de 1913; por su parte, Paul Schwers presagiaba que «se [desarrollaba] una pianista de primer rango». 
En 1915, y en el marco de la Primera Guerra Mundial, debió regresar a Chile en compañía de su familia. Ya en su patria, realizó presentaciones en distintas ciudades: una de ellas tuvo lugar en Puerto Montt, donde ofreció dos conciertos en el Club Alemán (14 de abril de 1916), en los que interpretó con éxito piezas de Mozart y Chopin.

### Conflictos familiares

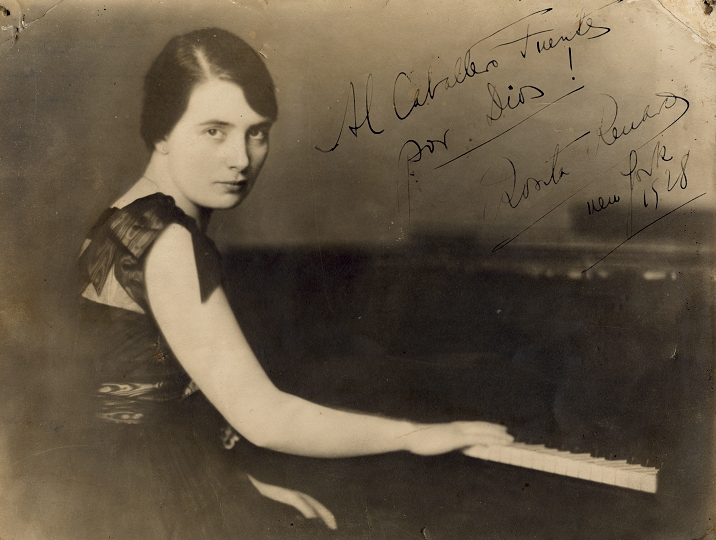
Rosita Renard (1928).

Por esos años, inició una gira por Estados Unidos, logrando tocar en Nueva York. Aquí se repetía el éxito que había tenido en sus anteriores jornadas, pero su madre la persuadió de retornar a Chile. Carmen Artigas ejerció un control tan implacable sobre Rosita, al punto de transformarse en una especie de cancerbero. Esto sentenció la decisión de esta: fugarse de la casa materna.

### En la "Casa de Bello"
Desde 1925 a 1930, Rosita Renard residió en los Estados Unidos. Se casó en Manhattan, Nueva York, el 25 de agosto de 1928, con Otto Stern, un cantante lírico checoslovaco. En esas lejanas tierras, la artista no consiguió materializar sus anhelos y volvió a su terruño natal. La Universidad de Chile la contrató en 1930 como profesora de piano, al tiempo que la nombró como profesora jefe del Departamento de Instrumentos de Teclado. En 1934 emprendió otro viaje a Estados Unidos y Europa, que finalizó dos años después.
Durante el periodo en que le cupo la función de encaminar por las sendas del arte a pequeños valores (1930-1941), muchos de los que hoy son consumados intérpretes y eximios maestros recibieron su ingente acervo de conocimientos. René Amengual, Inés Gebhard, Flora Guerra, Elvira Savi y Elena Waiss, entre otros, son el testimonio de la incuestionable calidad artística e interpretativa de Renard.

### La consagración
La Segunda Guerra Mundial significó para Chile la residencia provisoria de gran cantidad de músicos europeos; uno de ellos, el director de orquesta austriaco Erich Kleiber, había oído comentarios relativos a la fama de Rosita y quiso incorporarla a su conjunto para tocar un concierto de Mozart. El prolongado lapso en que Rosita no había actuado en público, hizo trepidar momentáneamente a Kleiber, pero luego de asistir a una audición de Renard su determinación se robusteció: «No, señora, en Chile no, en el mundo entero tendrá que interpretar usted los conciertos de Mozart conmigo y hasta que no lo logre no me marcharé de Santiago de Chile», fue la sentencia que pronunció con firmeza el maestro Kleiber.

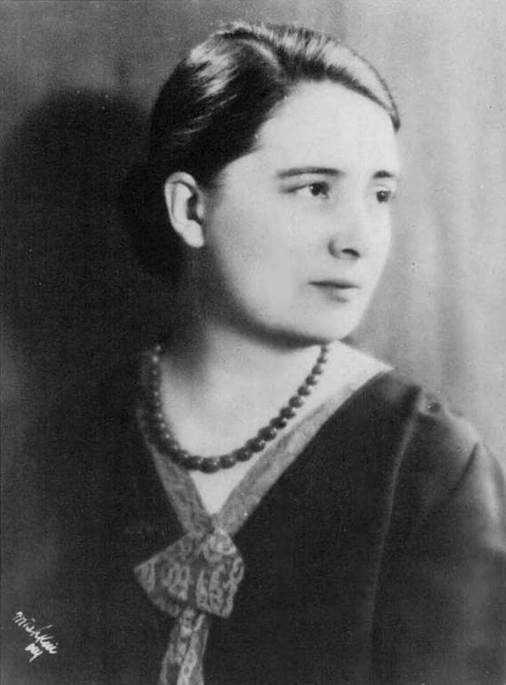
Rosita Renard, circa 1930.

La pianista emprendió un gira de conciertos por Sudamérica, donde cosechó triunfos. Kleiber, debiendo luchar contra la extremada humildad de la intérprete chilena, que se traducía en rotundas negativas a continuar efectuando recitales, consiguió que viajara a Nueva York y accediera a presentarse el 19 de enero de 1949 en el Carnegie Hall, donde obtuvo uno de los mayores éxitos de su carrera.

### Fallecimiento
Su carrera estaba en su apogeo y tenía contratados numerosos conciertos en las salas más prestigiosas del mundo: el 6 de octubre debía tocar con la Orquesta de la NBC, el 7 y 8 de diciembre en Viena bajo la dirección de Erich Kleiber. Otros conciertos orquestales estaban acordados en Bruselas y recitales en Viena, Zúrich, Londres y París. Sin embargo, una encefalitis letárgica la postró y la llevó a la muerte. Falleció en la Clínica Santa María, Santiago, el 24 de mayo de 1949.
Para muchos, su muerte significó el truncamiento prematuro de una brillante carrera como intérprete. La madurez y seguridad de su interpretación, unidas a una excelente y promisoria crítica de importantes personalidades, indicaban que tal vez habría opacado a su más aventajado condiscípulo, Claudio Arrau.
Rosita Renard donó su fortuna personal, constituida por su parcela «Diolufay», ubicada en Pirque, a la "Fundación Rosita Renard", protectora de los ancianos, hoy hogar de ancianos de Nos.